# Galaktoboúreko

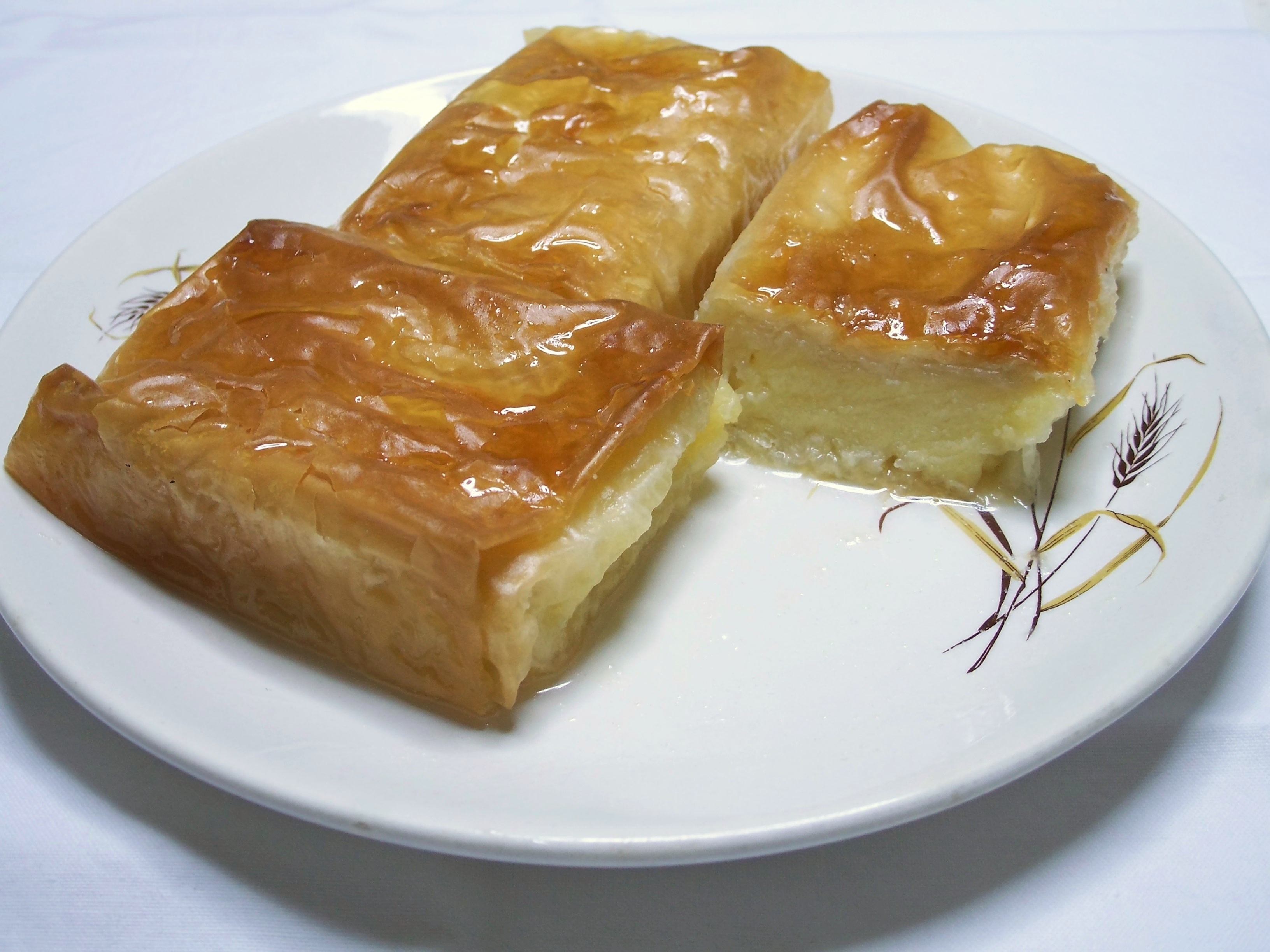
Trois morceaux de galaktoboúreko

Le galaktoboúreko (grec moderne : γαλακτομπούρεκο, de γάλα / gála, « lait » et μπουρέκι / bouréki, « pâtisserie, börek ») est un dessert grec traditionnel. Il est fait de pâte phyllo que l'on remplit d'une crème pâtissière au citron. On verse ensuite dessus du sirop.